# Augustin Traoré
Augustin Traoré (ur. 15 listopada 1955 w Banakouru) – malijski duchowny rzymskokatolicki, od 2004 biskup Ségou.

## Życiorys
Święcenia kapłańskie przyjął 6 lipca 1985. Pracował jako proboszcz, a następnie jako wykładowca i rektor seminarium w Bamako.
30 października 2003 został mianowany biskupem Ségou. Sakry biskupiej udzielił mu 14 marca 2004 ówczesny biskup Kayes, Joseph Dao.